# Soiuz T-8
Soiuz T-8 va ser un vol espacial tripulat de la Unió Soviètica en 1983 a l'estació espacial Saliut 7 en òrbita terrestre. En la missió, la nau va fallar en acoblar-se amb l'estació espacial a causa amb un incident ocorregut amb una antena que es va desprendre per l'expulsió de la capa protectora de la nau. Després d'un intent consumint combustible realitzat en la foscor per un encontre òptic amb la Saliut 7 va resultar en un cancel·lament per prevenir la col·lisió, es va decidir desorbitar el T-8 als dos dies per assegurar-se que la nau tingués prou combustible per a la maniobra de desorbitació. Després del desorbitament, l'aterratge de la nau va finalitzar de manera correcta.

## Tripulació
| Posició                   | Tripulació                            | Tripulació                            |
| ------------------------- | ------------------------------------- | ------------------------------------- |
| Comandant                 | Vladímir Titov Primer vol espacial    | Vladímir Titov Primer vol espacial    |
| Enginyer de vol           | Guennadi Strekàlov Segon vol espacial | Guennadi Strekàlov Segon vol espacial |
| Cosmonauta d'investigació | Aleksandr Serebrov Segon vol espacial | Aleksandr Serebrov Segon vol espacial |

### Tripulació de reserva
| Posició                   | Tripulació                      | Tripulació                      |
| ------------------------- | ------------------------------- | ------------------------------- |
| Comandant                 | Vladímir Liàkhov                | Vladímir Liàkhov                |
| Enginyer de vol           | Aleksandr Pàvlovitx Aleksàndrov | Aleksandr Pàvlovitx Aleksàndrov |
| Cosmonauta d'investigació | Víktor Savinikh                 | Víktor Savinikh                 |

## Paràmetres de la missió
- Massa: 6850 kg
- Perigeu: 200 km
- Apogeu: 230 km
- Inclinació: 51,6°
- Període: 88,6 minuts